# دلاية
دَلاَيَة أو دالية (بالإسبانية: Dalías) هي بلدية تقع في مقاطعة المرية بإقليم الأندلس، جنوب شرق إسبانيا. يبلغ عدد سكانها 4202 نسمة حسب مكتب الأحوال المدنية سنة 2023.

## أعلام
- العذري
- خوسيه ماريا روبيو

## وصلات خارجية
- نسخة محفوظة 23 سبتمبر 2005 على موقع واي باك مشين. (بالإسبانية)